# Erigorgus neglectus
Erigorgus neglectus là một loài tò vò trong họ Ichneumonidae.